# Allonnes (Maine-et-Loire)
Allonnes település Franciaországban, Maine-et-Loire megyében. Lakosainak száma 2925 fő (2022. január 1.). Allonnes Brain-sur-Allonnes, La Breille-les-Pins, Neuillé, Saumur, Varennes-sur-Loire, Villebernier és Vivy községekkel határos.

## Népesség
A település népességének változása:
| Lakosok száma | 2253 | 2490 | 2498 | 2838 | 2980 | 3037 | 3029 | 2975 | 2947 | 2925 |
|               | 1968 | 1982 | 1990 | 2006 | 2013 | 2015 | 2017 | 2019 | 2020 | 2022 |